# Henry Worsley
Pour les articles homonymes, voir Worsley.
Alastair Edward Henry Worsley, né le 4 octobre 1960 à Londres et mort le 24 janvier 2016 à Punta Arenas, est un militaire et aventurier britannique.

## Biographie
Militaire de carrière, il sert dans les Royal Green Jackets puis The Rifles.
Il fait partie d'une expédition menée sur les traces d'Ernest Shackleton (notamment l'expédition Nimrod) en Antarctique en 1909.

Trajet de la dernière expédition de Worsley.

Il meurt le 24 janvier 2016 en tentant de traverser en solitaire et sans assistance l'Antarctique, d'une péritonite : après plus de 70 jours d’effort, il est évacué, souffrant de déshydratation, vers Puntas Arenas au Chili. Cette dernière expédition, soutenue par William de Cambridge, a la particularité de ne pas utiliser de cerf-volant comme aide à la traction du matériel ; une technique utilisée par Børge Ousland en 1997 dans une expédition solitaire du même type.